# 1970-es vásárvárosok kupája-döntő
Az 1970-es vásárvárosok kupája-döntő a 12. VVK-döntő volt, amelyen a belga Anderlecht és az angol Arsenal mérkőzött a trófeáért. Az első mérkőzésen az Anderlecht hazai pályán 3–1-re győzött, a visszavágón azonban 3 góllal nyert az Arsenal, így az angol csapat nyerte a kupát 4–3-as összesítéssel.

## Mérkőzések

### 1. mérkőzés
| 1970. április 22. |

| Anderlecht                  | 3–1   | Arsenal     |
| --------------------------- | ----- | ----------- |
| Devrindt 25' Mulder 30' 74' | (2–0) | Kennedy 82' |

| Constant Vanden Stock Stadion, Anderlecht Nézőszám: 37 000 Játékvezető: Rudolf Scheurer (svájci) |

| ANDERLECHT:      |    |                        |  |     |
|                  |    |                        |  |     |
| GK               | 1  | Jean-Marie Trappeniers |  |     |
| RB               | 2  | Georges Heylens        |  |     |
|                  | 3  | Jean Cornelis          |  | 68' |
|                  | 4  | Tomas Nordahl          |  |     |
|                  | 5  | Roland Velkeneers      |  |     |
|                  | 6  | Julien Kialunda        |  |     |
|                  | 7  | Gérard Desanghere      |  |     |
|                  | 8  | Johan Devrindt         |  |     |
| FW               | 9  | Jan Mulder             |  |     |
| FW               | 10 | Paul Van Himst         |  |     |
|                  | 11 | Wilfried Puis          |  |     |
| Cserék:          |    |                        |  |     |
|                  | 12 | Alfons Peeters         |  | 68' |
| Vezetőedző:      |    |                        |  |     |
| Pierre Sinibaldi |    |                        |  |     |

| ARSENAL:    |    |                  |  |     |
|             |    |                  |  |     |
| GK          | 1  | Bob Wilson       |  |     |
| FB          | 2  | Peter Storey     |  |     |
| FB          | 3  | Bob McNab        |  |     |
| CM          | 4  | Eddie Kelly      |  |     |
| CB          | 5  | Frank McLintock  |  |     |
| CB          | 6  | Peter Simpson    |  |     |
| RM          | 7  | George Armstrong |  |     |
| CM          | 8  | Jon Sammels      |  |     |
| FW          | 9  | John Radford     |  |     |
| FW          | 10 | Charlie George   |  | 77' |
| LM          | 11 | George Graham    |  |     |
| Cserék:     |    |                  |  |     |
| FW          | 12 | Ray Kennedy      |  | 77' |
| Vezetőedző: |    |                  |  |     |
| Bertie Mee  |    |                  |  |     |

### 2. mérkőzés
| 1970. április 28. |

| Arsenal                           | 3–0   | Anderlecht |
| --------------------------------- | ----- | ---------- |
| Kelly 25' Radford 75' Sammels 76' | (1–0) |            |

| Highbury Stadion, London Nézőszám: 51 612 Játékvezető: Gerhard Kunze (keletnémet) |

| ARSENAL:    |    |                  |
|             |    |                  |
| GK          | 1  | Bob Wilson       |
| FB          | 2  | Peter Storey     |
| FB          | 3  | Bob McNab        |
| CM          | 4  | Eddie Kelly      |
| CB          | 5  | Frank McLintock  |
| CB          | 6  | Peter Simpson    |
| RM          | 7  | George Armstrong |
| CM          | 8  | Jon Sammels      |
| FW          | 9  | John Radford     |
| FW          | 10 | Charlie George   |
| LM          | 11 | George Graham    |
| Vezetőedző: |    |                  |
| Bertie Mee  |    |                  |

| RSC ANDERLECHT:  |    |                        |
|                  |    |                        |
| GK               | 1  | Jean-Marie Trappeniers |
| RB               | 2  | Georges Heylens        |
|                  | 3  | Maurice Martens        |
|                  | 4  | Tomas Nordahl          |
|                  | 5  | Roland Velkeneers      |
|                  | 6  | Julien Kialunda        |
|                  | 7  | Gérard Desanghere      |
|                  | 8  | Johan Devrindt         |
| FW               | 9  | Jan Mulder             |
| FW               | 10 | Paul Van Himst         |
|                  | 11 | Wilfried Puis          |
| Vezetőedző:      |    |                        |
| Pierre Sinibaldi |    |                        |

Összesítésben az Arsenal 4–3-ra nyert.
| Az 1969–1970-es vásárvárosok kupája győztese |
| -------------------------------------------- |
| Arsenal 1. cím                               |